# Мужчины думают только об этом
«Мужчины думают только об этом» (фр. Les Hommes ne pensent qu'à ça) — комедия Ива Робера с Луи де Фюнесом.

## Сюжет
Робкий и стеснительный Альфред никак не решается признаться в любви Николь. На помощь ему приходит Дон Жуан, воскресший в XX веке, и берётся за его воспитание, то есть учит его завоёвывать сердца женщин. Альфред оказывается хорошим учеником и соблазняет русскую графиню, муж которой, ревнивый испанец Селоссо (Луи де Фюнес) решает расправиться с наглецом…